# Emma Constable
Emma Constable (* 10. April 1975, geborene Emma Chaffin) ist eine englische Badmintonspielerin. Mark Constable ist ihr Ehemann.

## Karriere
Emma Constable wurde 1992 englische Juniorenmeisterin. 1996 siegte sie bei den Finnish International und den Portugal International. 2000 war sie bei den Scottish Open, Irish Open und den Iceland International erfolgreich. 2001 siegte sie bei den Spanish International. Sie nahm an den Badminton-Weltmeisterschaften 1997 und 2001 teil.

## Sportliche Erfolge
| Saison | Veranstaltung                             | Disziplin   | Platz | Name                            |
| ------ | ----------------------------------------- | ----------- | ----- | ------------------------------- |
| 1992   | England: Einzelmeisterschaft der Junioren | Mixed       | 1     | James Anderson / Emma Chaffin   |
| 1996   | Finnish International                     | Mixed       | 1     | James Anderson / Emma Chaffin   |
| 1996   | Portugal International                    | Damendoppel | 1     | Emma Chaffin / Tracey Hallam    |
| 2000   | Scottish Open                             | Mixed       | 1     | David Lindley / Emma Chaffin    |
| 2000   | Iceland International                     | Mixed       | 1     | David Lindley / Emma Chaffin    |
| 2000   | Irish Open                                | Damendoppel | 1     | Emma Chaffin / Sarah Hardaker   |
| 2001   | Weltmeisterschaft                         | Mixed       | 17    | David Lindley / Emma Constable  |
| 2001   | Weltmeisterschaft                         | Damendoppel | 17    | Emma Constable / Sarah Hardaker |
| 2001   | Spanish International                     | Damendoppel | 1     | Emma Chaffin / Sara Hardaker    |